# Hernán Medford
Hernán Evaristo Bryan Medford (San José, 23 maggio 1968) è un allenatore di calcio ed ex calciatore costaricano, di ruolo attaccante.

## Carriera

### Calciatore

#### Club
Come giocatore ha cominciato la sua carriera in Costa Rica nel Sagrada Familia nel 1986, per poi passare al Deportivo Saprissa, dove ha giocato fino al 1990, vincendo tre Campionati nazionali.
Nel 1991 si è trasferito in Europa Croazia alla Dinamo Zagabria. Terminata l'esperienza croata ha continuato l'esperienza europea trasferendosi prima in Austria nel Rapid Vienna e poi in Spagna nel Rayo Vallecano.
L'ultima sua esperienza in Europa è stata in Italia nel Foggia (Serie A 1992-93) ed è stata negativa in quanto, nonostante la presenza di Zdeněk Zeman sulla panchina dei pugliesi, ha segnato solo 1 rete in 12 partite (ovvero in una sconfitta per 4-1 contro il Brescia).
Ha concluso la sua carriera da calciatore in Messico, dove ha giocato nel Pachuca, León e Necaxa. Il Pachuca ha deciso di ritirare il numero 17 di Medford, dopo la realizzazione del suo centesimo gol.

#### Nazionale
Con la nazionale nel 1985 ha partecipato al Mondiale Under-16 tenutosi in Cina, il primo torneo mondiale di calcio per il suo paese, in questa occasione Medford ha realizzato il primo gol della Costa Rica in competizioni mondiali. Medford ha partecipato anche a due campionati mondiali: Italia 1990 e Giappone-Corea del 2002. Ai Mondiali 1990 ha realizzato la rete decisiva, all'88º minuto, contro la Svezia, rete che ha consentito alla Costa Rica di accedere agli ottavi di finale, alla prima partecipazione della Costa Rica ad un Mondiale. Durante le qualificazioni per i Mondiali 2002 Medford è poi diventato il primo costaricano a giocare in due edizioni della Coppa del Mondo. Nel girone di qualificazione Medford è stato autore del gol-partita con cui la Costa Rica ha inflitto al Messico la sua prima sconfitta interna nelle qualificazioni mondiali.

### Allenatore
Dopo il suo ritiro da calciatore, nel 2003 ha cominciato la sua carriera da allenatore. Ha guidato con grande successo il Deportivo Saprissa, con cui ha vinto due Campionati nazionali, Copa Interclubes UNCAF e la CONCACAF Champions' Cup, concedendo al Deportivo Saprissa il diritto alla partecipazione al Mondiale per club FIFA (Toyota Cup) in Giappone, nel dicembre 2005, in cui il Saprissa si è classificato terzo, perdendo unicamente dal Liverpool campione d'Europa.
Nel 2006 è stato nominato migliore allenatore della CONCACAF.
Il 30 ottobre 2006 viene nominato nuovo allenatore della Nazionale costaricana prendendo il posto di Alexandre Guimarães dimessosi dalla guida della Nazionale dopo il fallimentare Mondiale 2006 in Germania. Medford si farebbe carico della selezione costaricana fino al Mondiale 2010 in Sudafrica, tuttavia il 28 giugno 2008 viene esonerato dall'incarico dopo una sorprendente riunione convocata dal Comitato Esecutivo della FEDEFUTBOL. Il 18 dicembre 2008 viene nominato nuovo allenatore del León. A causa di un anonimo rendimento (in cinque partite una sola vittoria) nel febbraio 2009 viene sollevato dall'incarico. Il 16 dicembre 2009 viene nominato nuovo tecnico del Liberia Mía.
Nel luglio 2014 viene nominato CT della Nazionale honduregna.

## Statistiche

### Cronologia presenze e reti in Nazionale
| Cronologia completa delle presenze e delle reti in nazionale ― Costa Rica | Cronologia completa delle presenze e delle reti in nazionale ― Costa Rica | Cronologia completa delle presenze e delle reti in nazionale ― Costa Rica | Cronologia completa delle presenze e delle reti in nazionale ― Costa Rica | Cronologia completa delle presenze e delle reti in nazionale ― Costa Rica | Cronologia completa delle presenze e delle reti in nazionale ― Costa Rica | Cronologia completa delle presenze e delle reti in nazionale ― Costa Rica | Cronologia completa delle presenze e delle reti in nazionale ― Costa Rica |
| Data                                                                      | Città                                                                     | In casa                                                                   | Risultato                                                                 | Ospiti                                                                    | Competizione                                                              | Reti                                                                      | Note                                                                      |
| ------------------------------------------------------------------------- | ------------------------------------------------------------------------- | ------------------------------------------------------------------------- | ------------------------------------------------------------------------- | ------------------------------------------------------------------------- | ------------------------------------------------------------------------- | ------------------------------------------------------------------------- | ------------------------------------------------------------------------- |
| 13-12-1987                                                                | San José                                                                  | Costa Rica                                                                | 2 – 1                                                                     | Corea del Sud                                                             | Amichevole                                                                | -                                                                         |                                                                           |
| 6-1-1988                                                                  | Città del Guatemala                                                       | Guatemala                                                                 | 1 – 2                                                                     | Costa Rica                                                                | Amichevole                                                                | 1                                                                         |                                                                           |
| 2-3-1988                                                                  | San José                                                                  | Costa Rica                                                                | 2 – 1                                                                     | Guatemala                                                                 | Amichevole                                                                | -                                                                         |                                                                           |
| 14-6-1988                                                                 | San Antonio                                                               | Stati Uniti                                                               | 1 – 0                                                                     | Costa Rica                                                                | Amichevole                                                                | -                                                                         |                                                                           |
| 17-6-1988                                                                 | Montréal                                                                  | Canada                                                                    | 0 – 1                                                                     | Costa Rica                                                                | Amichevole                                                                | -                                                                         |                                                                           |
| 1-7-1988                                                                  | Willemstad                                                                | Antille Olandesi                                                          | 1 – 1                                                                     | Costa Rica                                                                | Amichevole                                                                | -                                                                         |                                                                           |
| 3-7-1988                                                                  | Willemstad                                                                | Antille Olandesi                                                          | 0 – 1                                                                     | Costa Rica                                                                | Amichevole                                                                | -                                                                         |                                                                           |
| 18-7-1988                                                                 | Alajuela                                                                  | Costa Rica                                                                | 1 – 1                                                                     | Panama                                                                    | Qual. Mondiali 1990                                                       | -                                                                         |                                                                           |
| 31-7-1988                                                                 | Panama                                                                    | Panama                                                                    | 0 – 2                                                                     | Costa Rica                                                                | Qual. Mondiali 1990                                                       | 1                                                                         |                                                                           |
| 7-2-1989                                                                  | San José                                                                  | Costa Rica                                                                | 2 – 4                                                                     | Polonia                                                                   | Amichevole                                                                | -                                                                         |                                                                           |
| 21-2-1989                                                                 | Los Angeles                                                               | Costa Rica                                                                | 1 – 1 dts (3 – 4 dtr)                                                     | El Salvador                                                               | Copa Camel                                                                | -                                                                         |                                                                           |
| 23-2-1989                                                                 | Los Angeles                                                               | Costa Rica                                                                | 2 – 3                                                                     | Guatemala                                                                 | Copa Camel                                                                | -                                                                         |                                                                           |
| 19-3-1989                                                                 | Città del Guatemala                                                       | Guatemala                                                                 | 1 – 0                                                                     | Costa Rica                                                                | Qual. Mondiali 1990                                                       | -                                                                         |                                                                           |
| 24-5-1989                                                                 | Port of Spain                                                             | Trinidad e Tobago                                                         | 1 – 1                                                                     | Costa Rica                                                                | Qual. Mondiali 1990                                                       | -                                                                         |                                                                           |
| 2-2-1990                                                                  | Miami                                                                     | Stati Uniti                                                               | 0 – 2                                                                     | Costa Rica                                                                | Marlboro Cup 1990 (Miami) - Semifinale                                    | -                                                                         |                                                                           |
| 4-2-1990                                                                  | Miami                                                                     | Uruguay                                                                   | 2 – 0                                                                     | Costa Rica                                                                | Marlboro Cup 1990 (Miami) - Finale                                        | -                                                                         |                                                                           |
| 22-2-1990                                                                 | Los Angeles                                                               | Unione Sovietica                                                          | 2 – 1                                                                     | Costa Rica                                                                | Marlboro Cup 1990 (Los Angeles) - Finale 3º posto                         | -                                                                         |                                                                           |
| 20-5-1990                                                                 | Cardiff                                                                   | Galles                                                                    | 1 – 0                                                                     | Costa Rica                                                                | Amichevole                                                                | -                                                                         |                                                                           |
| 11-6-1990                                                                 | Genova                                                                    | Costa Rica                                                                | 1 – 0                                                                     | Scozia                                                                    | Mondiali 1990 - 1º turno                                                  | -                                                                         |                                                                           |
| 20-6-1990                                                                 | Genova                                                                    | Svezia                                                                    | 1 – 2                                                                     | Costa Rica                                                                | Mondiali 1990 - 1º turno                                                  | 1                                                                         |                                                                           |
| 23-6-1990                                                                 | Bari                                                                      | Cecoslovacchia                                                            | 4 – 1                                                                     | Costa Rica                                                                | Mondiali 1990 - Ottavi di finale                                          | -                                                                         |                                                                           |
| 25-6-1991                                                                 | San José                                                                  | Costa Rica                                                                | 0 – 1                                                                     | Colombia                                                                  | Amichevole                                                                | -                                                                         |                                                                           |
| 29-6-1991                                                                 | Pasadena                                                                  | Costa Rica                                                                | 2 – 0                                                                     | Guatemala                                                                 | Gold Cup 1991 - 1º turno                                                  | -                                                                         |                                                                           |
| 1-7-1991                                                                  | Pasadena                                                                  | Trinidad e Tobago                                                         | 2 – 1                                                                     | Costa Rica                                                                | Gold Cup 1991 - 1º turno                                                  | 1                                                                         |                                                                           |
| 3-7-1991                                                                  | Los Angeles                                                               | Stati Uniti                                                               | 3 – 2                                                                     | Costa Rica                                                                | Gold Cup 1991 - 1º turno                                                  | -                                                                         |                                                                           |
| 5-7-1991                                                                  | Los Angeles                                                               | Honduras                                                                  | 2 – 0                                                                     | Costa Rica                                                                | Gold Cup 1991 - Semifinale                                                | -                                                                         |                                                                           |
| 7-7-1991                                                                  | Los Angeles                                                               | Messico                                                                   | 2 – 0                                                                     | Costa Rica                                                                | Gold Cup 1991 - Finale 3º posto                                           | -                                                                         |                                                                           |
| 23-11-1992                                                                | Città del Messico                                                         | Messico                                                                   | 4 – 0                                                                     | Costa Rica                                                                | Qual. Mondiali 1994                                                       | -                                                                         |                                                                           |
| 29-11-1992                                                                | San José                                                                  | Costa Rica                                                                | 2 – 0                                                                     | Messico                                                                   | Qual. Mondiali 1994                                                       | -                                                                         |                                                                           |
| 5-12-1992                                                                 | Tegucigalpa                                                               | Honduras                                                                  | 2 – 1                                                                     | Costa Rica                                                                | Qual. Mondiali 1994                                                       | -                                                                         |                                                                           |
| 13-12-1992                                                                | San José                                                                  | Costa Rica                                                                | 5 – 0                                                                     | Saint Vincent e Grenadine                                                 | Qual. Mondiali 1994                                                       | 1                                                                         |                                                                           |
| 11-6-1994                                                                 | New Haven                                                                 | Italia                                                                    | 1 – 0                                                                     | Costa Rica                                                                | Amichevole                                                                | -                                                                         |                                                                           |
| 1-12-1995                                                                 | San Salvador                                                              | Costa Rica                                                                | 2 – 1                                                                     | Belize                                                                    | Coppa centroamericana 1995 - 1º turno                                     | -                                                                         |                                                                           |
| 1-12-1995                                                                 | San Salvador                                                              | El Salvador                                                               | 2 – 1                                                                     | Costa Rica                                                                | Coppa centroamericana - 1º turno                                          | -                                                                         |                                                                           |
| 7-12-1995                                                                 | San Salvador                                                              | Honduras                                                                  | 1 – 1 dts (4 – 2 dtr)                                                     | Costa Rica                                                                | Coppa centroamericana 1995 - Semifinale                                   | -                                                                         |                                                                           |
| 10-12-1995                                                                | San Salvador                                                              | El Salvador                                                               | 2 – 1                                                                     | Costa Rica                                                                | Coppa centroamericana 1995 - Finale                                       | -                                                                         |                                                                           |
| 9-10-1996                                                                 | San José                                                                  | Costa Rica                                                                | 0 – 0                                                                     | Giamaica                                                                  | Amichevole                                                                | -                                                                         |                                                                           |
| 17-11-1996                                                                | San José                                                                  | Costa Rica                                                                | 3 – 0                                                                     | Guatemala                                                                 | Qual. Mondiali 1998                                                       | 1                                                                         |                                                                           |
| 1-12-1996                                                                 | San José                                                                  | Costa Rica                                                                | 2 – 1                                                                     | Stati Uniti                                                               | Qual. Mondiali 1998                                                       | -                                                                         |                                                                           |
| 14-12-1996                                                                | Palo Alto                                                                 | Stati Uniti                                                               | 2 – 1                                                                     | Costa Rica                                                                | Qual. Mondiali 1998                                                       | -                                                                         |                                                                           |
| 21-12-1996                                                                | Cartago                                                                   | Costa Rica                                                                | 2 – 1                                                                     | Trinidad e Tobago                                                         | Qual. Mondiali 1998                                                       | -                                                                         |                                                                           |
| 16-3-1997                                                                 | San José                                                                  | Costa Rica                                                                | 0 – 0                                                                     | Messico                                                                   | Qual. Mondiali 1998                                                       | -                                                                         |                                                                           |
| 23-3-1997                                                                 | San José                                                                  | Costa Rica                                                                | 3 – 2                                                                     | Stati Uniti                                                               | Qual. Mondiali 1998                                                       | 1                                                                         |                                                                           |
| 11-5-1997                                                                 | San José                                                                  | Costa Rica                                                                | 3 – 1                                                                     | Giamaica                                                                  | Qual. Mondiali 1998                                                       | -                                                                         |                                                                           |
| 1-6-1997                                                                  | Edmonton                                                                  | Canada                                                                    | 1 – 0                                                                     | Costa Rica                                                                | Qual. Mondiali 1998                                                       | -                                                                         |                                                                           |
| 13-6-1997                                                                 | Santa Cruz de la Sierra                                                   | Brasile                                                                   | 5 – 0                                                                     | Costa Rica                                                                | Coppa America 1997 - 1º turno                                             | -                                                                         |                                                                           |
| 16-6-1997                                                                 | Santa Cruz de la Sierra                                                   | Costa Rica                                                                | 1 – 4                                                                     | Colombia                                                                  | Coppa America 1997 - 1º turno                                             | -                                                                         |                                                                           |
| 19-6-1997                                                                 | Santa Cruz de la Sierra                                                   | Messico                                                                   | 1 – 1                                                                     | Costa Rica                                                                | Coppa America 1997 - 1º turno                                             | 1                                                                         |                                                                           |
| 10-8-1997                                                                 | San José                                                                  | Costa Rica                                                                | 0 – 0                                                                     | El Salvador                                                               | Qual. Mondiali 1998                                                       | -                                                                         |                                                                           |
| 7-9-1997                                                                  | Portland                                                                  | Stati Uniti                                                               | 1 – 0                                                                     | Costa Rica                                                                | Qual. Mondiali 1998                                                       | -                                                                         |                                                                           |
| 14-9-1997                                                                 | Kingston                                                                  | Giamaica                                                                  | 1 – 0                                                                     | Costa Rica                                                                | Qual. Mondiali 1998                                                       | -                                                                         |                                                                           |
| 9-11-1997                                                                 | Città del Messico                                                         | Messico                                                                   | 3 – 3                                                                     | Costa Rica                                                                | Qual. Mondiali 1998                                                       | 1                                                                         |                                                                           |
| 25-12-1999                                                                | Alajuela                                                                  | Costa Rica                                                                | 4 – 0                                                                     | Slovacchia                                                                | Amichevole                                                                | -                                                                         |                                                                           |
| 29-12-1999                                                                | Alajuela                                                                  | Costa Rica                                                                | 1 – 1                                                                     | Honduras                                                                  | Amichevole                                                                | 1                                                                         |                                                                           |
| 26-1-2000                                                                 | San José                                                                  | Costa Rica                                                                | 2 – 1                                                                     | Trinidad e Tobago                                                         | Amichevole                                                                | -                                                                         |                                                                           |
| 2-2-2000                                                                  | San José                                                                  | Costa Rica                                                                | 1 – 0                                                                     | Cile                                                                      | Amichevole                                                                | -                                                                         |                                                                           |
| 13-2-2000                                                                 | San Diego                                                                 | Canada                                                                    | 2 – 2                                                                     | Costa Rica                                                                | Gold Cup 2000 - 1º turno                                                  | -                                                                         |                                                                           |
| 17-2-2000                                                                 | Los Angeles                                                               | Corea del Sud                                                             | 2 – 2                                                                     | Costa Rica                                                                | Gold Cup 2000 - 1º turno                                                  | 1                                                                         |                                                                           |
| 20-2-2000                                                                 | San Diego                                                                 | Honduras                                                                  | 2 – 0                                                                     | Costa Rica                                                                | Gold Cup 2000 - Quarti di finale                                          | -                                                                         |                                                                           |
| 9-7-2000                                                                  | San José                                                                  | Costa Rica                                                                | 7 – 1                                                                     | Saint Vincent e Grenadine                                                 | Amichevole                                                                | 3                                                                         |                                                                           |
| 16-7-2000                                                                 | Bridgetown                                                                | Barbados                                                                  | 2 – 1                                                                     | Costa Rica                                                                | Qual. Mondiali 2002                                                       | -                                                                         |                                                                           |
| 23-7-2000                                                                 | San José                                                                  | Costa Rica                                                                | 2 – 1                                                                     | Stati Uniti                                                               | Qual. Mondiali 2002                                                       | 1                                                                         |                                                                           |
| 15-8-2000                                                                 | Alajuela                                                                  | Costa Rica                                                                | 2 – 1                                                                     | Guatemala                                                                 | Qual. Mondiali 2002                                                       | -                                                                         |                                                                           |
| 3-9-2000                                                                  | San José                                                                  | Costa Rica                                                                | 3 – 0                                                                     | Barbados                                                                  | Amichevole                                                                | 1                                                                         |                                                                           |
| 11-10-2000                                                                | Columbus                                                                  | Costa Rica                                                                | 0 – 0                                                                     | Stati Uniti                                                               | Qual. Mondiali 2002                                                       | -                                                                         |                                                                           |
| 15-11-2000                                                                | Mazatenango                                                               | Guatemala                                                                 | 2 – 1                                                                     | Costa Rica                                                                | Qual. Mondiali 2002                                                       | -                                                                         |                                                                           |
| 6-1-2001                                                                  | Miami                                                                     | Costa Rica                                                                | 5 – 2                                                                     | Guatemala                                                                 | Qual. Mondiali 2002                                                       | -                                                                         |                                                                           |
| 28-2-2001                                                                 | San José                                                                  | Costa Rica                                                                | 2 – 2                                                                     | Honduras                                                                  | Qual. Mondiali 2002                                                       | -                                                                         |                                                                           |
| 28-3-2001                                                                 | San José                                                                  | Costa Rica                                                                | 3 – 0                                                                     | Trinidad e Tobago                                                         | Qual. Mondiali 2002                                                       | -                                                                         |                                                                           |
| 18-4-2001                                                                 | Alajuela                                                                  | Costa Rica                                                                | 2 – 2                                                                     | Venezuela                                                                 | Amichevole                                                                | -                                                                         |                                                                           |
| 25-4-2001                                                                 | Kansas City                                                               | Stati Uniti                                                               | 1 – 0                                                                     | Costa Rica                                                                | Qual. Mondiali 2002                                                       | -                                                                         |                                                                           |
| 16-6-2001                                                                 | Città del Messico                                                         | Messico                                                                   | 1 – 2                                                                     | Costa Rica                                                                | Qual. Mondiali 2002                                                       | 1                                                                         |                                                                           |
| 20-6-2001                                                                 | Alajuela                                                                  | Costa Rica                                                                | 2 – 1                                                                     | Giamaica                                                                  | Qual. Mondiali 2002                                                       | -                                                                         |                                                                           |
| 1-7-2001                                                                  | Tegucigalpa                                                               | Honduras                                                                  | 2 – 3                                                                     | Costa Rica                                                                | Qual. Mondiali 2002                                                       | -                                                                         |                                                                           |
| 13-7-2001                                                                 | Medellín                                                                  | Honduras                                                                  | 0 – 1                                                                     | Costa Rica                                                                | Coppa America 2001 - 1º turno                                             | -                                                                         |                                                                           |
| 16-7-2001                                                                 | Medellín                                                                  | Uruguay                                                                   | 1 – 1                                                                     | Costa Rica                                                                | Coppa America 2001 - 1º turno                                             | -                                                                         |                                                                           |
| 1-9-2001                                                                  | Port of Spain                                                             | Trinidad e Tobago                                                         | 0 – 2                                                                     | Costa Rica                                                                | Qual. Mondiali 2002                                                       | -                                                                         |                                                                           |
| 5-9-2001                                                                  | San José                                                                  | Costa Rica                                                                | 2 – 0                                                                     | Stati Uniti                                                               | Qual. Mondiali 2002                                                       | -                                                                         |                                                                           |
| 7-10-2001                                                                 | San José                                                                  | Costa Rica                                                                | 0 – 0                                                                     | Messico                                                                   | Qual. Mondiali 2002                                                       | -                                                                         |                                                                           |
| 11-11-2001                                                                | Kingston                                                                  | Giamaica                                                                  | 0 – 1                                                                     | Costa Rica                                                                | Qual. Mondiali 2002                                                       | -                                                                         |                                                                           |
| 18-1-2002                                                                 | Miami                                                                     | Martinica                                                                 | 0 – 2                                                                     | Costa Rica                                                                | Gold Cup 2002 - 1º turno                                                  | 1                                                                         |                                                                           |
| 20-1-2002                                                                 | Miami                                                                     | Trinidad e Tobago                                                         | 1 – 1                                                                     | Costa Rica                                                                | Gold Cup 2002 - 1º turno                                                  | -                                                                         |                                                                           |
| 26-1-2002                                                                 | Miami                                                                     | Costa Rica                                                                | 2 – 1 gg                                                                  | Haiti                                                                     | Gold Cup 2002 - Quarti di finale                                          | -                                                                         |                                                                           |
| 30-6-2002                                                                 | Pasadena                                                                  | Costa Rica                                                                | 3 – 1                                                                     | Corea del Sud                                                             | Gold Cup 2002 - Semifinale                                                | -                                                                         |                                                                           |
| 2-2-2002                                                                  | Pasadena                                                                  | Stati Uniti                                                               | 2 – 0                                                                     | Costa Rica                                                                | Gold Cup 2002 - Finale                                                    | -                                                                         |                                                                           |
| 9-5-2002                                                                  | San José                                                                  | Costa Rica                                                                | 1 – 2                                                                     | Colombia                                                                  | Amichevole                                                                | -                                                                         |                                                                           |
| 26-5-2002                                                                 | Kumamoto                                                                  | Belgio                                                                    | 1 – 0                                                                     | Costa Rica                                                                | Amichevole                                                                | -                                                                         |                                                                           |
| 4-6-2002                                                                  | Gwangju                                                                   | Cina                                                                      | 0 – 2                                                                     | Costa Rica                                                                | Mondiali 2002 - 1º turno                                                  | -                                                                         |                                                                           |
| 9-6-2002                                                                  | Incheon                                                                   | Costa Rica                                                                | 1 – 1                                                                     | Turchia                                                                   | Mondiali 2002 - 1º turno                                                  | -                                                                         |                                                                           |
| Totale                                                                    |                                                                           | Presenze                                                                  | 89                                                                        |                                                                           | Reti                                                                      | 18                                                                        |                                                                           |

## Palmarès

### Giocatore

#### Competizioni nazionali
- Campionato costaricano: 3

Saprissa: 1988, 1989, 1993-1994
- Liga de Ascenso de México: 1

Pachuca: Invierno 1997

### Allenatore

#### Competizioni nazionali
- Campionato costaricano: 4

Saprissa: 2003-2004, 2005-2006
Herediano: Verano 2016, Verano 2017
- Campionato guatemalteco: 1

Xelaju: Clausura 2012
- Campionato honduregno: 1

Real Espana: Apertura 2013